# Ciriaco Vázquez
Ciriaco Vázquez (ca. 1800 - 1847) fue un militar mexicano que combatió y murió durante la primera Intervención Estadounidense en México.
Fue viejo amigo y compañero de armas del general Antonio López de Santa Anna desde que ambos servían a la colonia española. 
Cuando Santa Anna fue presidente de México, Ciriaco Vázquez ocupó el cargo de gobernador del estado de Veracruz. 
Durante la Primera Intervención Estadounidense en México de 1846-48, Ciriaco luchó contra las fuerzas invasoras en la Batalla de Cerro Gordo, en donde perdió la vida.

## Parque "Ciriaco Vázquez"
El parque "Ciriaco Vázquez" fue construido durante la administración del entonces alcalde Domingo Bureau en el año de 1881, en memoria de su tío (la madre de Domingo era hermana de Ciriaco), uno de los héroes en la defensa de Veracruz durante la intervención estadounidense de 1847.  Existe un busto de bronce dedicado al general mexicano en este parque.